# Olympische Winterspiele 1952/Teilnehmer (Ungarn)
| Gelbes Symbol für Goldmedaillen mit stilisierten Olympischen Ringen | Graues Symbol für Silbermedaillen mit stilisierten Olympischen Ringen | Braundes Symbol für Bronzemedaillen mit stilisierten Olympischen Ringen |
| ------------------------------------------------------------------- | --------------------------------------------------------------------- | ----------------------------------------------------------------------- |
| —                                                                   | —                                                                     | 1                                                                       |

Ungarn nahm an den VI. Olympischen Winterspielen 1952 in der norwegischen Hauptstadt Oslo mit einer Delegation von 12 Athleten in vier Disziplinen teil, davon acht Männer und vier Frauen. Die Eiskunstläufer Marianna Nagy und László Nagy gewannen mit Bronze im Paarlauf die einzige Medaille Ungarns bei diesen Spielen.
Fahnenträger bei der Eröffnungsfeier war der Eisschnellläufer Lőrincz Ferenc.

## Teilnehmer nach Sportarten

### Eiskunstlauf
Männer
- György Czakó
12. Platz (132,233)

Frauen
- Eszter Jurek
23. Platz (121,478)

Paare
- Éva Szöllősi / Gábor Vida
10. Platz (9,244)
- Marianna Nagy / László Nagy
Bronze  (10,822)

### Eisschnelllauf
Männer
- József Merényi
500 m: 32. Platz (46,7 s)
1500 m: 21. Platz (2:26,1 min)
5000 m: 26. Platz (8:56,6 min)
10.000 m: 17. Platz (18:09,0 min)
- Ferenc Lőrincz
500 m: 28. Platz (46,1 s)
1500 m: 10. Platz (2:23,7 min)
5000 m: 21. Platz (8:51,2 min)

### Ski Alpin
Männer
- József Piroska
Riesenslalom: 79. Platz (3:39,3 min)
Slalom: Im Vorlauf ausgeschieden

Frauen
- Ildikó Szendrődi
Abfahrt: 32. Platz (2:18,5 min)
Riesenslalom: 37. Platz (2:41,7 min)
Slalom: 30. Platz (2:30,3 min)

### Skilanglauf
Männer
- Pál Sajgó
18 km: 53. Platz (1:13:25 h)
50 km: 27. Platz (4:38:34 h)
- Ignác Berecz
18 km: 31. Platz (4:46:23 h)